# Psolus valvatus
Psolus valvatus är en sjögurkeart. Psolus valvatus ingår i släktet Psolus och familjen lergökar. Inga underarter finns listade i Catalogue of Life.